# Cot Tupah
Cot Tupah is een bestuurslaag in het regentschap Bireuen van de provincie Atjeh, Indonesië. Cot Tupah telt 1123 inwoners (volkstelling 2010).